# Гаж, Жан-Бонавантюр-Тьери Дюмон
Жан-Бонавантюр-Тьери Дюмон (фр. Jean-Bonaventure-Thiéry Dumont, или дю Мон (du Mont); 27 декабря 1682, Монс — 31 января 1753, Памплона), более известный, как граф де Гаж (Gages) — бельгийский дворянин, испанский военачальник и государственный деятель.

## Биография
Сын Пьера-Шарля-Бонавантюра Дюмона, сеньора де Гаж, советника верховного суда Эно, и Мари-Жозефы де Бюиссон, дамы д'Онуа. Считался потомком бельгийского рыцаря Дрого Дюмона, участвовавшего во взятии Иерусалима войсками Годфруа де Буйона.
Предназначался для карьеры магистрата, но после начала войны за Испанское наследство решил, не окончив курс философии и права, последовать примеру маркиза де Леде, графа де Глима  и графа де Мерода-Вестерло. В 1702 году был представлен французскому полномочному министру в Брюсселе маркизу де Пюисегюру, и выразил желание сражаться за Филиппа V.
В следующем году, едва достигнув двадцати лет, получил патент младшего лейтенанта недавно сформированной королем Испании валлонской гвардии, которая, по словам генерала Гийома, «прославилась тем, что никогда не обращалась спиной к врагу, хотя и оросила кровью тысяч своих офицеров и солдат поля сражений в Испании, Африке, Франции и Италии». В составе этого элитного подразделения, куда записался цвет бельгийской аристократической молодежи, отличился во всех кампаниях войны за Испанское наследство, в битве при Вильявисьосе захватил три вражеских знамени, участвовал в осаде Барселоны, Сардинской и Сицилийской экспедициях, битве при Франкавилле, экспедиции в Африку, осаде Гибралтара, завоевании Орана, битве при Битонто. 1 июля 1705 стал лейтенантом гренадеров, 1 февраля 1706 — капитаном, 21 октября 1734 — майором полка валлонской гвардии, 2 декабря 1746 — подполковником.
В ходе войны Асьенто в 1740 году был произведен в чин генерал-лейтенанта, и служил под началом графа де Глима в Каталонской армии, предназначенной для экспедиции на Минорку. В конце сентября 1742 назначен командующим испанской армии в Италии, и 8 февраля 1743 разгромил австрийцев в битве при Кампо-Санто в герцогстве Моденском. За эту победу получил титул графа Кампо-Санто. В следующем году, столкнувшись со значительным численным превосходством сил противника, был вынужден отступить на территорию Неаполитанского королевства. Успешное осуществление этого отхода было высоко оценено Фридрихом II.
Возглавив неаполитанские войска, граф де Гаж, в ожидании возобновления военных действий, расположился на границе с Папской областью, недалеко от Веллетри. В ночь с 10 на 11 августа 1744 он был внезапно атакован австрийским корпусом князя фон Лобковица. В ходе чрезвычайно кровопролитного боя король дон Карлос едва не был взят в плен, но его смогли выручить бойцы валлонской гвардии. Австрийцы были отражены с большими потерями.
По окончании сражения граф де Гаж принял на себя вину за большие потери, написав королю Испании:

Я был внезапно атакован в своем лагере; он был взят штурмом; враг прорвался до нашей штаб-квартиры, откуда был отброшен с потерями. Ваши войска одержали победу, и Неаполитанское королевство в безопасности, но этот успех принадлежит всецело войскам Вашего Величества, их мужеству при исправлении моих ошибок, которые было бы непростительно скрывать.— Général baron Guillaume. Dumont (Jean-Bonaventure-Thiéry), col. 282
Филипп V в ответ послал графу цепь ордена Золотого руна.
25 сентября 1745 граф де Гаж разбил австро-сардинские войска в битве при Бассиньяне, после чего 19 декабря вступил в Милан. Весной 1746 года австрийцы направили на Итальянский театр значительные подкрепления, и испанская армия оказалась перед угрозой уничтожения. 8 февраля де Гаж форсировал Тичино с 22-тыс. корпусом и заставил генерала Лихтенштейна отступить за Секкью, но, по прибытии свежих вражеских войск был вынужден отказаться от достигнутых успехов, так как инфант дон Филипп принял решение ретироваться на правый берег По.
Разумные распоряжения де Гажа спасли остатки армии после разгрома в битве при Пьяченце 16 июня, данной по прямому приказу из Испании, и вопреки мнению графа де Гажа и его французского коллеги маркиза де Майбуа. Де Гаж вывел разбитые части из зоны обстрела вражеских орудий, и проявил большую ловкость при дальнейшем отступлении, особенно 10 августа, после перехода через Тидоне. Маркиз Ботта попытался внезапно атаковать противника, полагая, что испанские части находятся в полном беспорядке, но был отброшен, потеряв 6 тыс. человек. После смерти Филиппа V граф де Гаж 12 июля 1746 подал в отставку, и 15 августа сдал командование маркизу де лас Минасу.
По возвращении в Мадрид Фердинанд VI пожаловал де Гажу командорства Виттории (ордена Сантьяго) и  Поццуэлло (ордена Калатравы). В 1748 году предполагалось снова назначить графа командующим в Италии, но почтенный возраст, состояние здоровья, и, возможно, опасения вновь оказаться в сложных обстоятельствах из-за приказов Мадрида, не позволили де Гажу принять предложение.
В 1749 году граф де Гаж был назначен вице-королем, губернатором и генерал-капитаном Наварры. Умело управлял этой провинцией, где, в частности, проложил хорошие дороги, употребив для этого свои собственные средства.
Свое значительное состояние оставил племяннику Франсуа-Бонавантюру-Жозефу Дюмону, маркизу де Гажу.
Карл III на собственные средства в 1768 году возвел в церкви капуцинов в Памплоне (extra-muros) мраморный мавзолей генерала, для которого лично написал эпитафию:

Joanni Bonaventuræ Dumont

comiti de Gages

sabaudicis austriacisque

ad Yelitras et Tanarum copiis

fugatis

regni neapolitani

clarissimo assertori

reique militaris peritia

duci supra famam præclarissimo,

tandem regni Navarræ

proregi solertissimo

et in publicis viis struendis

inventori mirifico,

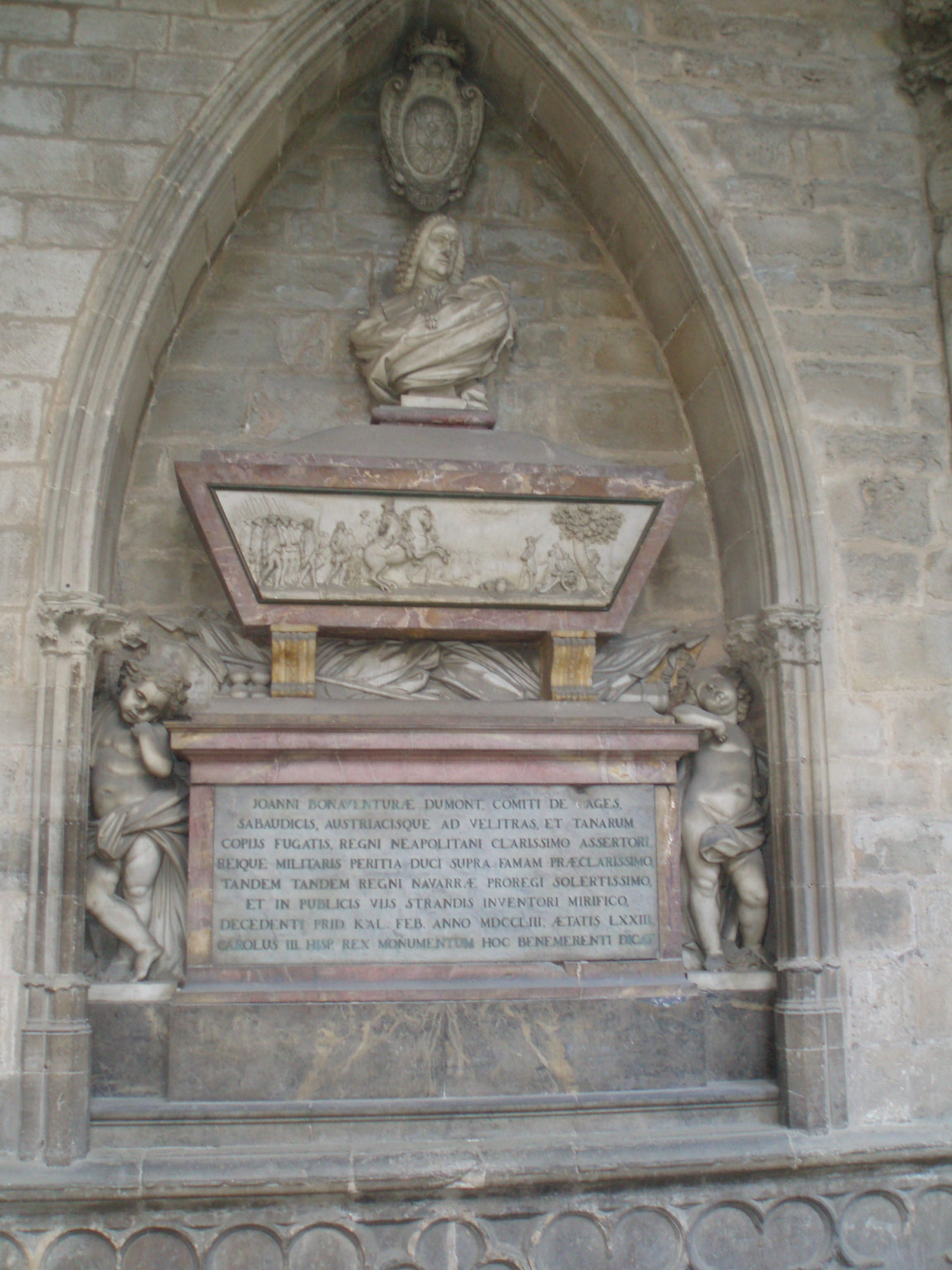
Гробница графа де Гажа в кафедральном соборе Памплоны

Decedenti prid. kal. febr. anni 1753

ætatis 73

Carolus III Hispaniarum rex

monumculum hoc dicat

bene merenti.